# بانکورت
بانکورت (به فرانسوی: Bancourt) یک کمون در فرانسه است که در پا-دو-کاله واقع شده‌است. بانکورت ۴٫۵۴ کیلومتر مربع مساحت دارد ۱۱۴ متر بالاتر از سطح دریا واقع شده‌است.